# Zhao Dan
Zhao Dan (chinesisch 趙丹 / 赵丹, Pinyin Zhào Dān, eigentlich: 趙鳳翱 / 赵凤翱,  Zhào Fèng'áo; * 27. Juni 1915 in Yangzhou; † 10. Oktober 1980 in Peking) war ein chinesischer Schauspieler. 
Er wurde als Zhao Feng'ao als Sohn eines Kinobesitzers geboren und trat 1925 erstmals in einem Film auf (Feng dai shaoye). Von 1931 bis 1934 studierte Zhao Landschaftsmalerei an der Kunsthochschule in Shanghai. Er schrieb Erzählungen und Bühnenstücke und trat in einer Theatergruppe auf. Seit 1933 spielte er auch regelmäßig im Film für die Mingxing-Studios. 1937 hatte er Hauptrollen in zwei wichtigen Filmen; als arbeitsloser junger Akademiker neben Bai Yang in Shen Xilings Shizi jietou und in Malu tianshi von Yuan Muzhi. 
Nach der Besetzung Shanghais durch die japanische Armee schloss er sich einer antijapanischen Theatertruppe an. 1939 wurde Zhao von der Kuomintang verhaftet und verbrachte darauf vier Jahre im Gefängnis. Erst ab 1947 trat er wieder Filmen auf. Beachtung fand der neorealistisch geprägte Wuya yu maque (1949) von Zheng Junli, aber auch Wu Xun zhuan (1950) von Sun Yu, in dem der von Zhao gespielte Titelheld mit dem durch Straßenkunst und Betteln Erlangten für arme Kinder eine Schulausbildung finanziert. Suns Film handelte sich scharfe Kritik von Mao Zedong ein und blockierte die bislang erfolgreiche Karriere des Regisseurs. Zhao Dan übernahm danach zunächst besonders parteikonforme Rollen. Die historisch-biografischen Rollen Zhao Dans, wie der des Apothekers der Ming-Dynastie in Li Shizhen (1956) von Chen Fu oder als Lin Zexu und Nie Er in den gleichnamigen Filmen aus dem Jahre 1959 von Zheng Junli, gehören zum künstlerisch anspruchsvollsten Schauspiel im chinesischen Film seiner Zeit. Seinen letzten Filmauftritt hatte Zhao 1965.
Während der Kulturrevolution kam Zhao Dan erneut für fünfeinhalb Jahre ins Gefängnis. Nach seiner Entlassung 1973 übernahm er Lehrtätigkeiten beim Filmstudio in Shanghai und der Fudan-Universität.